# Óscar Lagos
Óscar Abraham Lagos Núñez (* 17. Juni 1973 in Villa de San Francisco, Departamento Francisco Morazán) ist ein ehemaliger honduranischer Fußballspieler. Der Mittelfeldspieler war honduranischer Nationalspieler.
Er begann seine Karriere beim CD Motagua und bei Real Maya. 1997 kehrte er zurück zu Motagua und gewann mit dem Klub die Meisterschaften 1997/98 Apertura und Clausura und 1999/2000 Apertura und Clausura. Von 2001 bis 2003 spielte er für den Club Deportivo Dragón in El Salvador. Danach war er bei Real Patepluma und wieder bei Dragón. 2005/06 stand er bei Universidad unter Vertrag. Nach einer weiteren Saison bei Real Estelí in Nicaragua beendete er seine Laufbahn.
Lagos wurde zwischen 1995 und 2001 insgesamt 18-mal in die honduranische Nationalmannschaft berufen. Mit Honduras nahm er 1996 und 2000 am CONCACAF Gold Cup teil. Bei der Copa América 2001 wurde er nach einem positiven Dopingtest gesperrt und vom Turnier ausgeschlossen.